# ラウド・フォークソング・インデックス
ラウド・フォークソング・インデックス（Roud Folk Song Index）は、世界中の英語の口承から収集された約25,000曲の参考文献を約25万件集めたデータベースである。これは、ロンドンのクロイドン区の元司書であるスティーブ・ラウドによって編集されたものである 。
ラウドのインデックスは、ブロードサイド索引（1900年以前の印刷資料）とラウドが編集した「野外録音索引」を組み合わせたものである。この索引は、フランシス・ジェームズ・チャイルド（チャイルド・バラッド）で知られる以前の印刷されたすべての資料を網羅しており、1900年から1975年までの録音が含まれている。2006年初頭までは、この索引はCDの定期購読で入手可能だったが、現在では英国民族舞踊民謡協会（EFDSS）が管理するヴォーン・ウィリアムズ記念図書館のウェブサイトからオンラインで入手することができる 。部分的なリストは、ラウド番号別フォークソング一覧民謡のリストにも掲載されている。

## インデックスの目的
ラウド・フォークソング・インデックスの主な機能は、英国と北米の（特に）様々なコレクターによって過去数世紀にわたって独立して記録された伝統的な英語のフォークソングの歌詞のバージョンを関連付けるための研究支援としての役割を果たしている。データベースを検索することで、例えばタイトル、最初の行、主題（または十数種類のフィールドの組み合わせ）などで特定の歌の多くのバリエーションのそれぞれを見つけることができる。これらの曲の包括的な詳細は、収集されたオリジナルのソースの詳細や、EFDSSアーカイブの中の出版されたボリュームの中にある曲のテキスト(とおそらく曲）がどこにあるのかの参照を含めて利用可能である。
関連するインデックスであるラウド・ブロードサイド索引には、1920年までのブロードサイドやその他の安価な出版物に掲載された曲への参照が含まれている。さらに、ミュージックホールの曲、第二次世界大戦前のラジオ出演者の曲のフォリオ、楽譜などの多数のエントリがある。索引は、タイトル、最初の行などで検索することができ、その結果にはオリジナルの刷り込みの詳細とコピーがある場所が含まれている。ラウド番号 - "Roud num" - フィールドは、作品の伝統的な起源を確立するために、ラウド・フォークソング・インデックス自体への相互参照として使用することができる。
このデータベースはEFDSS によって「重要な索引」として認識されており、2006年にヴォーン・ウィリアムズ記念図書館のオンライン版が公開された後、そのウェブサイトで最初に公開された項目の一つである。

## 採番スキームと相互参照
このインデックスの目的は、各曲に一意の識別子を与えることである。番号は多かれ少なかれ恣意的に割り当てられたものであり、それ自体に何か意味を持たせることを意図したものではない。しかしながら、インデックスのコンパイル（以前に発行されたソースに基づいて構築）の実用性のため、一般的なルールとして、古くてよく知られている曲は低い数を占める傾向があり、あいまいな曲は高い番号となる傾向がある。
密接に関連する曲は、同じラウド番号でグループ化されている。
信頼できる機関が曲の名前を提供するが歌詞は提供しない場合、ラウド番号000が割り当てられる。
インデックスは、問題となっている特定の曲のためにチャイルド・バラッドの番号があれば、その番号と相互参照する。また、必要に応じて、1950年代にジョージ・マルコム・ロウズ（George Malcolm Laws）によって開発された、アルファベット1文字と数字2桁までの数字を使ったフォークソングの分類システムであるロウズ番号（Laws number）も参照している。

## 歴史

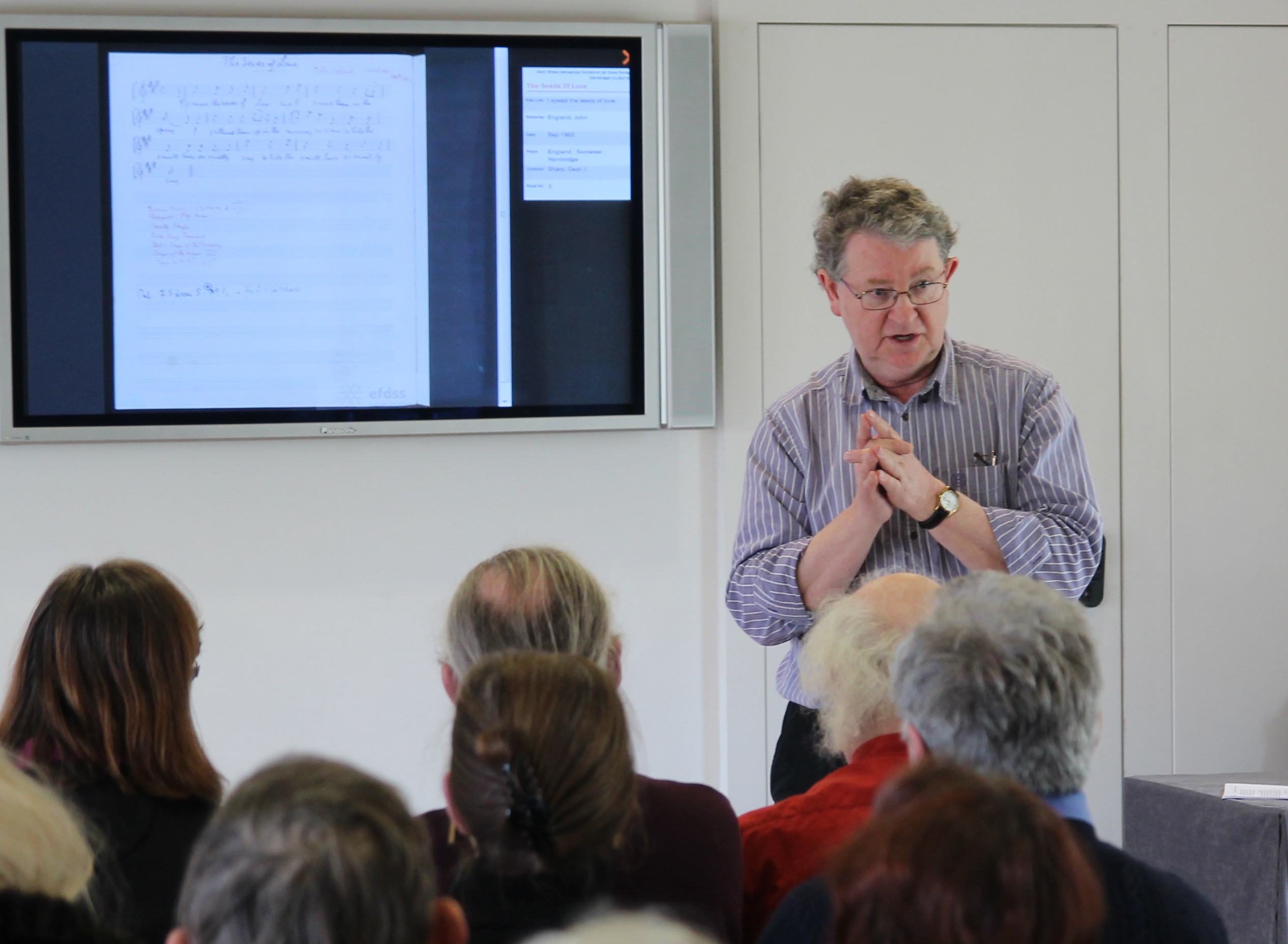
2014年3月にケンブリッジのクレアカレッジで行われたThe Full Englishのウェブサイトについて話すラウド・フォークソング・インデックスの作成者スティーヴ・ラウド

このインデックスは、ロンドンのクロイドン自治区の地域研究司書を務めていたスティーヴ・ラウドによって編集され、維持されている。彼はまた、フォークロア協会の名誉司書でもあった。
彼は1970年頃に個人的なプロジェクトとしてそれを開始し、歌い手（既知の場合）、彼らの地域、曲の注記の日付、発行者（本または録音されたソース）、およびその他のフィールドをリストし、それぞれに番号を割り当て、タイトルさえバージョン間で一貫していなかった曲の問題を克服するために、すべてのバリアントを含む各曲に番号を割り当てた（現在では「ラウド番号」として知られている）。システムは当初、靴箱に3x5インチのファイリングカードを使用していた 。1993年、ラウドは記録システムをコンピューター・データベースに実装し、データベースは拡張と維持を続け、現在はヴォーン・ウィリアムズ記念図書館のWebサイトで運営されている。
過去数年間、その数は学界で広く受け入れられてきた。

## 類似のコレクション
ジームズ・マディソン・カーペンタージェームズマディソンカーペンターのコレクションには、1927年から1955年の間に作成された6,200の文字起こしと1,000の録音された蝋管がある。インデックスには、タイトル、最初の行、出典歌手の名前が記載されている。適切な場合には、チャイルド番号が記載されている。それはまだほとんど利用されていないリソースであり、簡単に利用できる記録はない。
en:Cabint of Folksongs（Dainu skapis）は、ラトビアの学者KrišjānisBaronsが19世紀末から20世紀初頭にかけて作成した、ほぼ218,000のラトビア語民謡テキストの同様のインデックスである。
エッセン・フォークソング・データベースは、英語圏以外の国、特にドイツと中国からの歌を含む別のコレクションである。
フォークソング・インデックスは、オバーリン大学図書館とフォークミュージック・ジャーナル Sing Out! の共同プロジェクトである。英語の歌に重点を置いて、世界の伝統的な民謡に索引を付け、62,000を超えるエントリと2,400以上のアンソロジーが収録されている 。
マックス・ハンターのコレクションには1,600曲が収録されているが、マイナーな変種にはそれぞれ別の番号が付けられている。
フレズノにあるカリフォルニア州立大学のトラディショナル・バラッド・インデックスには、最大5000のラウド番号が含まれており、その曲についての注釈が添えられているが、出典はは多くない（たとえば、ラウド・フォークソング・インデックスには "Hind Etin" の22の出典（ラウド33、チャイルド41）が表示されるが、トラディショナル・バラード・インデックスには1つのソースしか表示されない）。

## 参考資料
- en:List of folk songs by Roud number
- en:Iona and Peter Opie